# Сара Далин
Сара Елизабет Далин (Бристол, 17. децембар 1961) је енглеска музичарка, позната као чланица групе Бананарама, коју је основала са њеном другарицом из детињства, Керен Вудвард.
Далин је рођена у Бристолу, Енглеска. Похађала је у родном Бристолу са Вудвардком и студирала новинарство у Лондону пре него што су основали групу Бананарама са Шибон Феј.
Била је верена са плесачом Бејси Вокером са којом су имали једно дете, Алис, 1991 године, али су се касније развели.